# Hermann Eduard von Holst
Hermann Eduard von Holst, född 19 juni 1841 i Fellin, guvernementet Livland, död 20 januari 1904 i Freiburg im Breisgau, var en rysk-tysk historiker.
Holst tvingades på grund av sin skrift Das Attentat vom 16. April 1866 in seiner Bedeutung für die kulturgeschichtliche Entwickelung Rußlands (1867) utvandra till USA, där han verkade som korrespondent till tyska tidningar och (från 1869) som medredaktör av "Deutsch-amerikanisches Konversationslexikon" samt bedrev omfattande studier rörande unionens historiska, politiska och sociala förhållanden. 
Holst blev e.o. professor i historia i Strassburg 1872, ordinarie professor i Freiburg 1874, i Chicago 1892, men återvände 1900 till Freiburg. Hans viktigaste arbete är det mycket spridda, för många nya synpunkter och opartiskhet utmärkta Verfassung und Demokratie der Vereinigten Staaten von Nordamerika (I. "Staatensouveränität und Sklaverei", 1873; II–V, "Verfassungsgeschichte der Vereinigten Staaten von Amerika seit der Administration Jacksons", 1878–91; engelsk upplaga 1877–92, sju band). Han skrev vidare bland annat Staatsrecht der Vereinigten Staaten (i Heinrich Marquardsens "Handbuch des öffentlichen Rechts der Gegenwart in Monographien, 1885) och The French Revolution Tested by Mirabeaus Career (1894).